# Siamon
Siamon o Siamun (nom nesu-bity Neterkheperre o Netjerkheperre-setepenamun que vol dir "Com un déu és la manifestació de Ra, Escollit d'Amon" mentre el seu nom vol dir "Fill d'Amon"., nom d'Horus Kanekhet Mérimaat Samerienamon Peremhaouf) fou el sisè faraó de la dinastia XXI d'Egipte. Va deixar construccions nombroses al Baix Egipte i fou un dels sobirans més poderosos junt amb Psusennes I.

## Regnat
El seu regnat fou establert en 9 anys per Manetó però modernament s'ha comprovat que fou una errada i que la data correcte seria 19 anys, ja que hi ha una inscripció que esmenta l'any "17 I Shemu" en el fragment 3B, línies 3-5, dels annals del clergat de Karnak, datada de Siamon, que recorda la inducció d'Hori, fill de Nespaneferhor, al sacerdoci de Karnak. Aquesta data era lunar i el dia del banquet de Tepi Shemu i segons els càlculs del dia fets per Rolf Krauss, seria equivalent a 970 aC. i com que Siamon hauria pujat al tron 16 anys abans, el seu regnat s'hauria iniciat el 986 aC. Una estela datada l'any 16 de Siamon esmenta una venda de terra entre alguns sacerdots de Ptah a Memfis.
La inscripció de l'any 17 és important perquè és la primera que esmenta el títol de faraó directament lligat a la figura del rei i al seu nom reial. Després les referències al faraó Psusennes II, Shoshenq I, Osorkon I i alguns altres, van esdevenir comuns. Abans del regnat de Siamon el títol de faraó es referia al càrrec del rei.

## Monuments
Segons l'egiptòleg Nicolas Grimal, Siamon va duplicar la mesura del temple d'Amon a Tanis i va iniciar diversos treballs al temple d'Horus a Mesen. També va construir a Heliòpolis i a Piramesse, on una pedra que s'ha conservat deixat constància del seu nom. Siamon va construir i dedicar un nou temple d'Amon a Memfis, 6 columnes i portes que inclouen el seu nom reial. Finalment va concedir nombrosos favors als sacerdots de Ptah a Memfis. A l'Alt Egipte apareix en alguns monuments tebans i el seu gran sacerdot d'Amon a Tebes, Pinedjem II, va organitzar el reenterrament de les mòmies reials des de la Vall dels Reis cap a un forat per mòmies a Deir al-Bahari per protecció contra el saqueig. Aquestes activitats estan datades entre l'any 1 i l'any 10 del regnat de Siamon.
Un relleu fragmentari d'un triomf, al temple d'Amon a Tanis, mostre el faraó colpejant als enemics amb una maça. El nom del rei és expressament esmentat com Neterkheperre Setepenamun o sigui Siamon i no hi ha cap dubte que es tracta del faraó com Kenneth Kitchen assenyala al seu llibre On the Reliability of the Old Testament. Siamon apareix aquí en típica posició colpejant i matant enemics o presoners. L'escriptor observa que la destral de doble fulla té influències egees tot i que les palestines o cananees són diferents i presenten forma de "X". Així Kitchen conclou que els enemic s eren filisteus descendents dels Pobles de la Mar egeus i que Siamon commemorava una victòria sobre ells a Gezer. Més recentment Paul S. Ash ha exposat l'argument que la representació podria ser d'una batalla imaginaria, ja que en els gravats egipcis els filisteus no apareixen en cap altre amb destrals (de simple o de doble fulla) i que res més connecta amb el Llevant o els filisteus.

## Política exterior
En temps de Siamon es van produir canvis a la política exterior i segurament es va ajustar una aliança amb el nou sobirà del regne d'Israel, el rei Salomó, en contra dels filisteus. Salomó, fill del rei David, hauria pujat al tron vers 971 o 970 aC a la meitat del regnat del faraó. Com a part d'aquesta aliança el rei egipci va atacar i devastar la ciutat filistea de Gezer en part per assegurar els llaços comercials amb Fenícia, aprofitant la debilitat econòmica filistea després d'una sèrie de guerres contra els jueus; pel seu costat Salomó es va poder assegurar així la part sud del seu regne i Gezer en endavant fou part del seu estat. L'aliança fou referendada per un matrimoni reial entre Salomó i una filla del faraó.
L'única menció a la Bíblia d'un faraó que podria ser Siamon diu: "el faraó rei d'Egipte va venir i va capturar Gezer; la va destruir pel foc, va matar als cananeus que hi vivien i la va donar com a dot a la seva filla, esposa de Salomó. Kenneth Kitchen creu que Siamon va conquerir Gezer i la va cedir a Salomó. Altres com Paul S. Ash i Mark W. Chavalas no hi estan d'acord i asseguren que és impossible determinar quin faraó egipci va governar al mateix temps que David i Salomó. El professor Edward Lipinski assenyala que Gezer, llavors no fortificada, fou destruïda al final del segle X aC (i per tant no en temps de Salomó) i el faraó més probable seria Shoshenq I. L'intent de relacionar la destrucció de Gezer a una hipotètica relació entre Siamon i Salomó no pot ser justificada amb fets, ja que la mort de Siamon hauria estat anterior a la pujada al tron de Salomó."
Encara que la tomba reial de Siamon no ha estat localitzada, els erudits creuen que les seves restes són una de les dues mòmies en mal estat a l'antecambra de NRT-III (tomba de Psusennes I) basant-se en alguns ushabtis (figures funeràries) trobats allí que porten el nom del rei. La tomba original de Siamon hauria estat inundada pel Nil el que hauria obligat a fer un nou enterrament a la tomba de Psusennes I